# 哈尔赖
哈尔赖（Harrai），是印度中央邦Chhindwara县的一个城镇。总人口9438（2001年）。

## 人口
该地2001年总人口9438人，其中男性4855人，女性4583人；0—6岁人口1598人，其中男821人，女777人；识字率60.40%，其中男性为68.51%，女性为51.82%。